# Amanti di domani
Amanti di domani (When You're in Love) è un film del 1937 scritto e diretto da Robert Riskin e interpretato da Grace Moore e da Cary Grant.

## Trama
Louise Fuller, soprano australiano, si trova bloccata in Messico. Per riuscire a entrare negli Stati Uniti, si sposa con Jimmy Hudson, un vagabondo dal quale dovrebbe divorziare subito dopo aver passato la frontiera.